# Peringathur
Peringathur is een census town in het district Kannur van de Indiase staat Kerala. 

## Demografie
Volgens de Indiase volkstelling van 2001 wonen er 42079 mensen in Peringathur, waarvan 45% mannelijk en 55% vrouwelijk is. De plaats heeft een alfabetiseringsgraad van 80%. 